# Podul din fontă peste Cerna
Podul din fontă peste Cerna este un monument istoric aflat pe teritoriul orașului Băile Herculane.
Podul a fost construit odată cu Băile Imperiale Austriece, între 1883 și 1886, fiind destinat traficului pietonal. Are o lățime de 2,90 m și o lungime de 32 m, având o structură pe arc cu zăbrele cu două articulații și montanți verticali din cornier placați cu elemente din fontă, iar parapetul podului este din fier forjat cu elemente decorative.

## Imagini

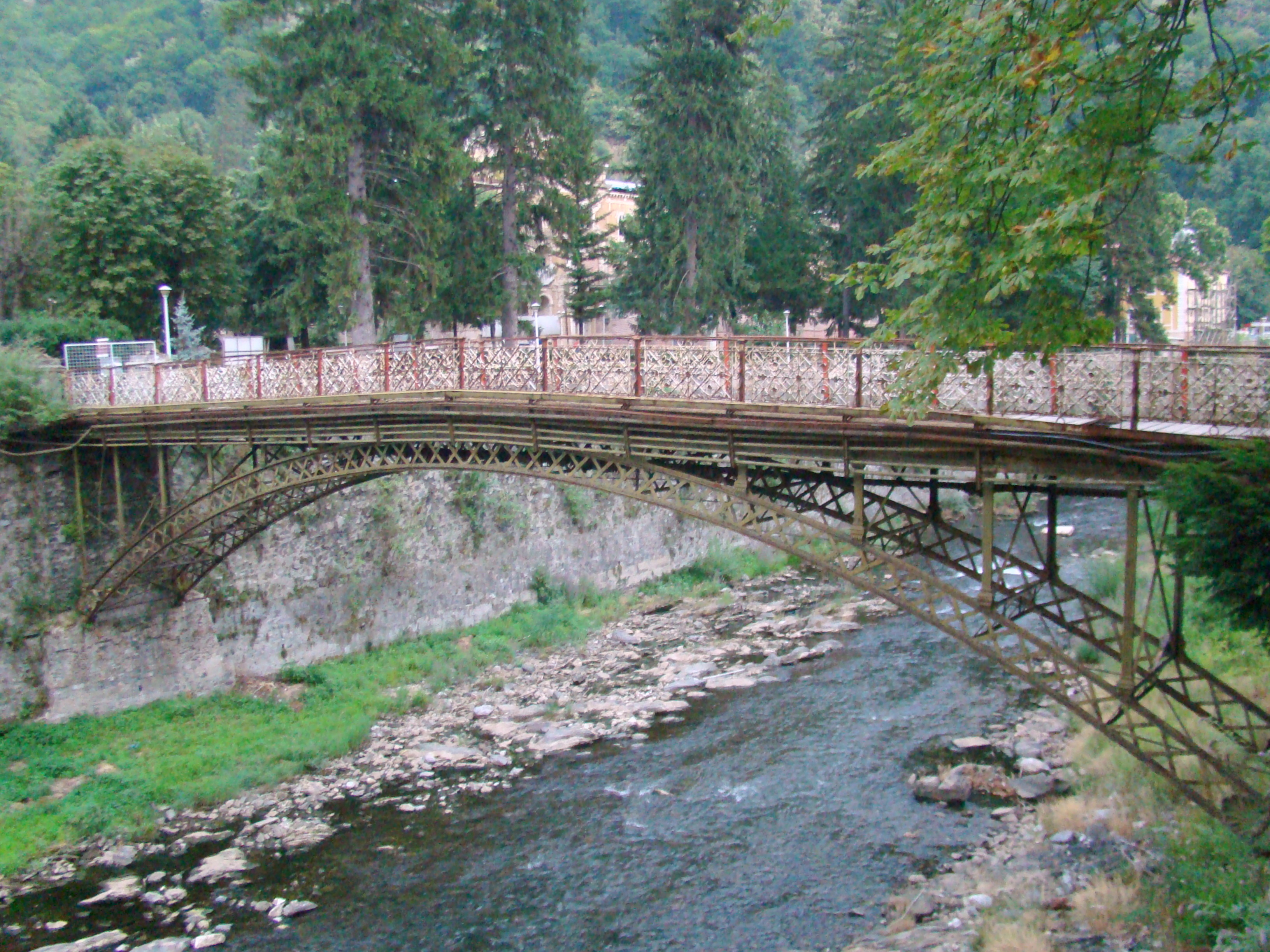
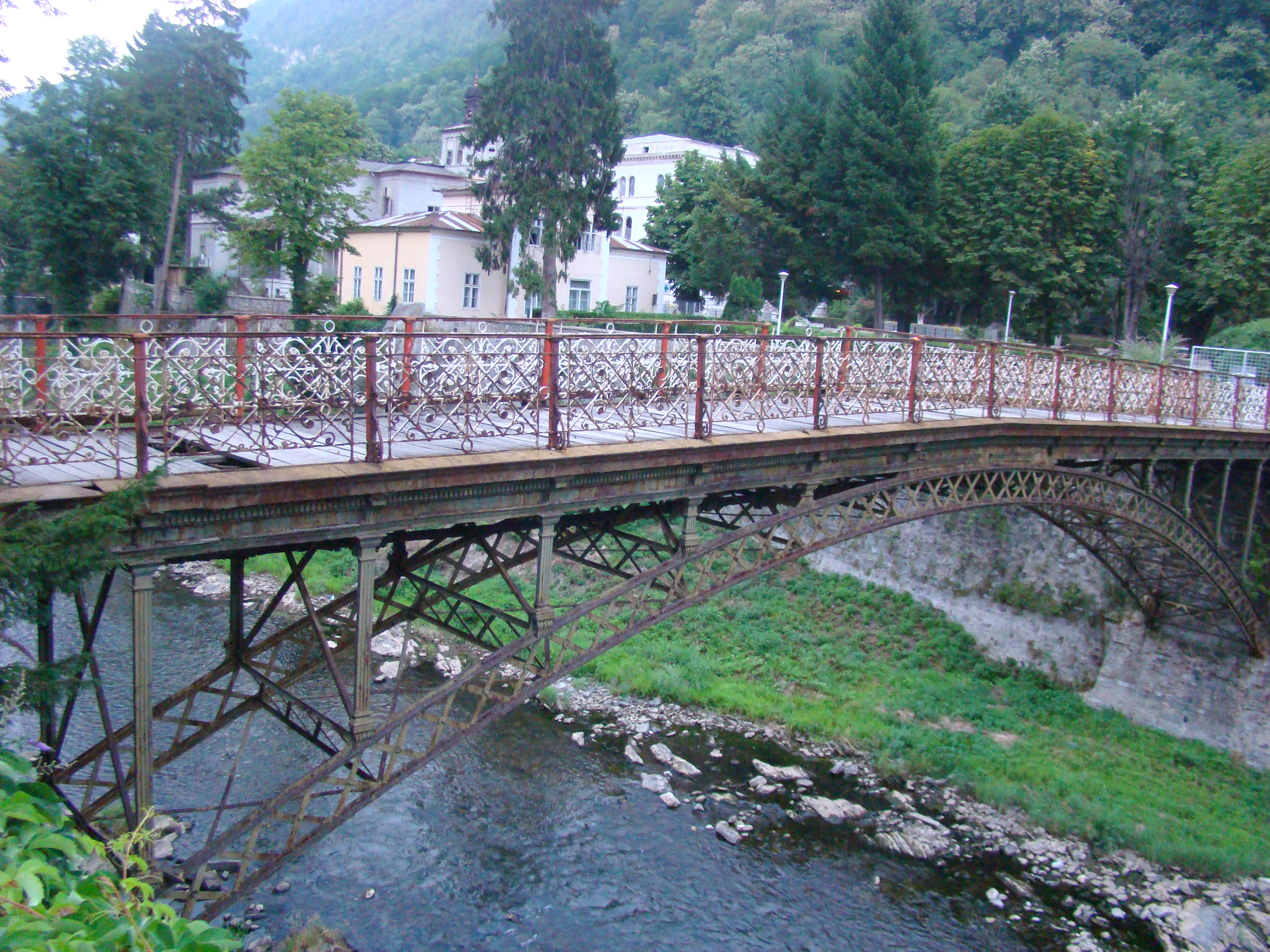
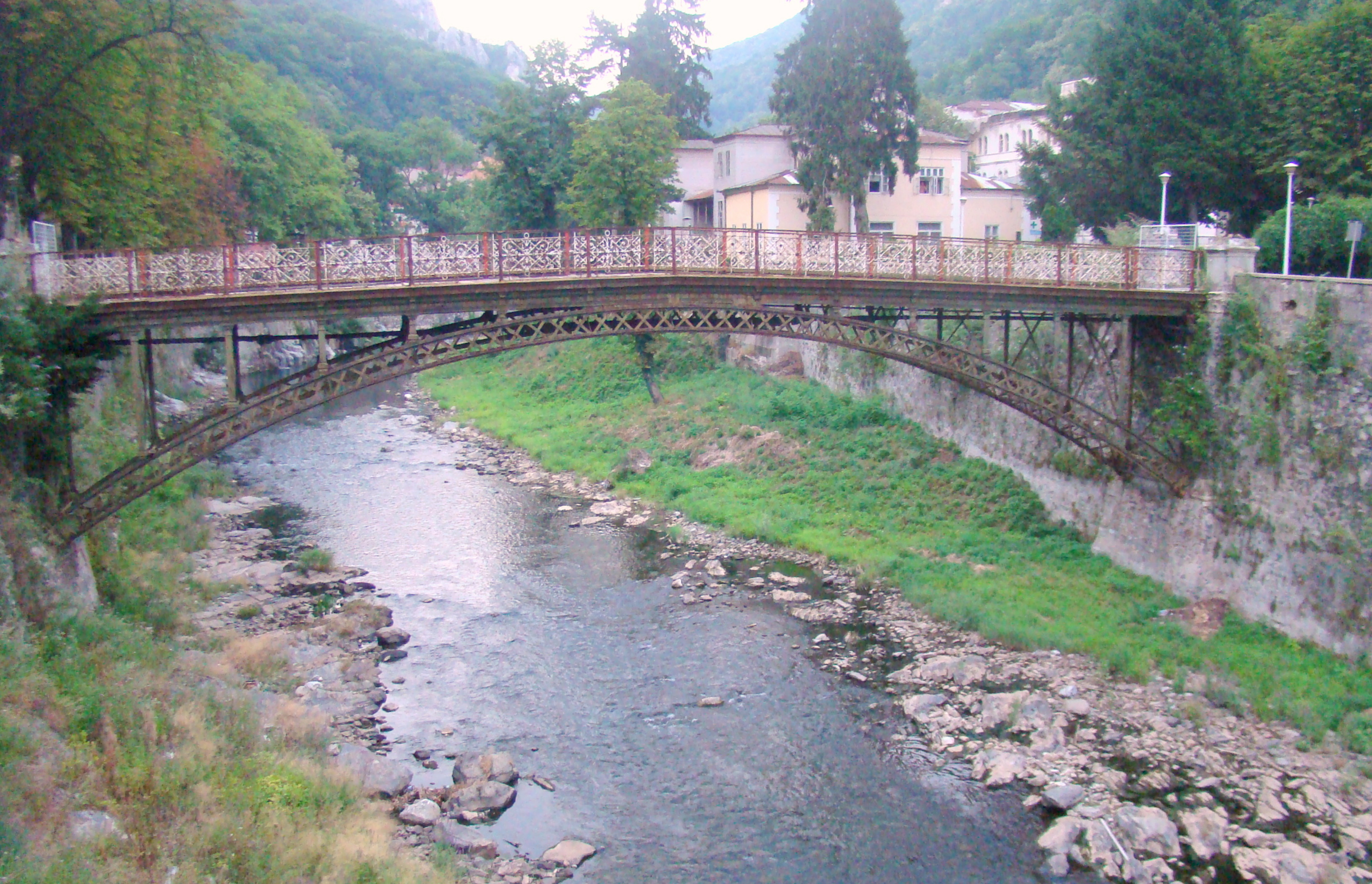